# Antoine de Saint-Exupéry
Antoine Marie Roger de Saint-Exupéry (oficiálně Antoine Marie Jean-Baptiste Roger, hrabě de Saint Exupéry, 29. června 1900 Lyon – pravděpodobně 31. července 1944 blízko Île de Riou u Marseille) byl francouzský spisovatel, pilot, často je považován také za filozofa a humanistu. Mezi jeho nejznámější díla patří Země lidí, Citadela nebo Malý princ.

## Život
Jean de Saint-Exupéry (1863–1904) byl inspektorem pojišťovny v Lyonu, kde se seznámil s Marií de Fonscolombe (1875–1972). Vzali se v roce 1896. Po narození dvou dcer se jim v Lyonu 29. června 1900 narodil syn Antoine. O dva roky později mu přibyl bratr François. Krátce před narozením Antoinovy sestry Gabriely Jean de Saint-Exupéry, Antoinův otec, náhle zemřel.
Matka se snažila, aby děti měly šťastné dětství, a proto trávily část roku na zámku u jejích rodičů, část u její pratety na zámku Saint-Maurice-de-Rémens. Rozlehlý park zdejšího zámku se vryl všem dětem hluboko do paměti, na šťastné chvíle zde prožité Antoine vzpomínal po celý svůj život. Měl velmi rád svou matku, po celý život mu byla útočištěm. V rodině mu říkali „Král Sluníčko“, pro jeho modré oči a blonďaté vlasy.

### Studia
Spolu se svým bratrem studoval na jezuitském gymnáziu. Již v dětství psal básně, zabýval se i „vynalézáním“ a rád se díval na létající piloty. S úderem válečného roku 1914 se paní de Saint-Exupéry stala ošetřovatelkou v Amberieu. V roce 1916 studovali oba synové na francouzské soukromé koleji (Mezinárodní škole Villa Saint-Jean) ve Fribourgu ve Švýcarsku. Zde roku 1917 složil maturitu.
V Paříži na Lyceu sv. Ludvíka absolvoval přípravku ke studiu na námořní akademii. U přijímacích zkoušek na akademii však neuspěl, a tak v letech 1920–1921 studoval architekturu na pařížské École nationale supérieure des beaux-arts. Studia nedokončil.
Rád a bouřlivě diskutoval v kavárnách o literatuře již dříve, nyní však, díky své příbuzné, přišel do kontaktu se spisovatelskou komunitou. Seznámil se také s Louisou Vilmorinovou a zasnoubili se.

## Pilot a spisovatel
Do povinné vojenské služby nastoupil roku 1921 ve Štrasburku, na vlastní žádost byl přidělen k letectvu, vyučil se tam leteckým mechanikem. Přes tehdejší nebezpečnost letectví usiloval o výcvik na pilota. Získal diplom civilního i vojenského pilota, avšak krátce na to byl roku 1923 těžce zraněn při nehodě. Jeho snoubenka Louisa Lévêque de Vilmorin a její rodina si nepřály, aby se k létání vrátil, proto došlo k jejich rozchodu. Nějaký čas se živil jako obchodní zástupce automobilové firmy Saurer, v roce 1926 úspěšně debutoval svou povídkou Letec.
V témže roce nastoupil k letecké společnosti Société des lignes Latécoère (pozdější Aéropostale), kde začal létat na poštovní lince Toulouse-Dakar. Později se ke svým zde získaným zkušenostem vracel. Na podzim roku 1927 byl jmenován velitelem stanice Juba na západním pobřeží Afriky. Diplomatickými schopnostmi a velkorysou povahou dokázal zlepšit místní napjaté vztahy se Španěly. Třináct měsíců, které zde prožil, zužitkoval ve své knize Kurýr na jih (také Pošta na jih, pojmenovaná podle nápisu na pytlích s poštou), která vyšla v roce 1929.
Jeho kariéra se nezastavila, byl vyslán do Buenos Aires. Zkušenosti při hledání kamaráda Henriho Guillaumeta (1902–1940), který se ztratil při přeletu And, vedly později k napsání knihy Noční let.

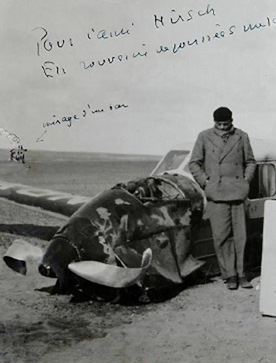
Saint-Exupéry před letounem Caudron 630 Simoun s nímž 30. prosince 1935 havaroval na Sahaře v Egyptě během pokusu o rekordní let na trase Paříž-Saigon.

Rok 1931 byl pro něj významný v mnoha ohledech. Na jaře se oženil s Consuelou Suncin de Sandoval, kterou poznal koncem předchozího roku. Vyšla jeho kniha Noční let, vyzdvihující sílu lidského ducha. A téhož roku byl jmenován Rytířem Čestné legie.
Po svém návratu do Francie, kde se stal oblíbeným a uznávaným členem literárních kruhů, čelil často finančním problémům. Přivydělával si i reportážemi, např. o své cestě do Moskvy. Roku 1936 byl vyslán jako reportér do Španělska, kde tehdy již zuřila občanská válka. S přítelem Prévotem se pokusili o dálkový let New York – Ohňová země, ale v Guatemale došlo k letecké havárii a on sám při ní utrpěl četné zlomeniny. Během rekonvalescence pracoval na své knize Země lidí (získal Velkou literární cenu za román francouzské Akademie).
Se začátkem druhé světové války nastoupil do vojenské služby v hodnosti kapitána na letišti v Toulouse. Přestože byl lékaři prohlášen za neschopného válečných letů, usiloval, aby se mohl aktivně zapojit, což si nakonec prosadil. Podle svědků z jeho jednotky (Groupe de reconnaissance II/33) byl jeden z nejodvážnějších, bojoval s velkým nasazením a bez ohledu na riziko. Z jeho dopisů je však patrné, jak těžce nesl svou „slávu“, zde, mezi svými přáteli, jejichž hrdinství letců popisoval ve svých knihách, a kteří jej paradoxně považovali za zrádce ideálů. A to především po vydání knihy Válečný pilot roku 1942, která zaznamenala (hlavně v anglickém vydání pod názvem Flight to Arras) fenomenální úspěch. Francouzi mu také zazlívali, že nesouhlasil s de Gaullem, a svým rozhlasovým projevem „Francie především“ si proti sobě poštval většinu Francouzů v emigraci.
V roce 1943 vyšel Dopis rukojmímu, kde vyjadřuje svou víru v duchovní hodnoty lidstva, odsuzuje předsudky a proti rasismu staví úctu k člověku. V tomto roce vyšla rovněž proslulá filosofická pohádka Malý princ.
Přestože již překročil třiačtyřicetiletou věkovou hranici válečného pilota, získal povolení létat na novém typu letadla Lockheed F-5 (průzkumná verze dvoumotorové stíhačky P-38 Lightning). Po dvou průzkumných letech ale dostal kvůli nehodě zákaz dalších letů, odjel tedy do Alžíru, kde chtěl dokončit Citadelu, knihu, která měla tvořit jakýsi souhrn jeho morálních a filosofických zásad.

## Poslední let

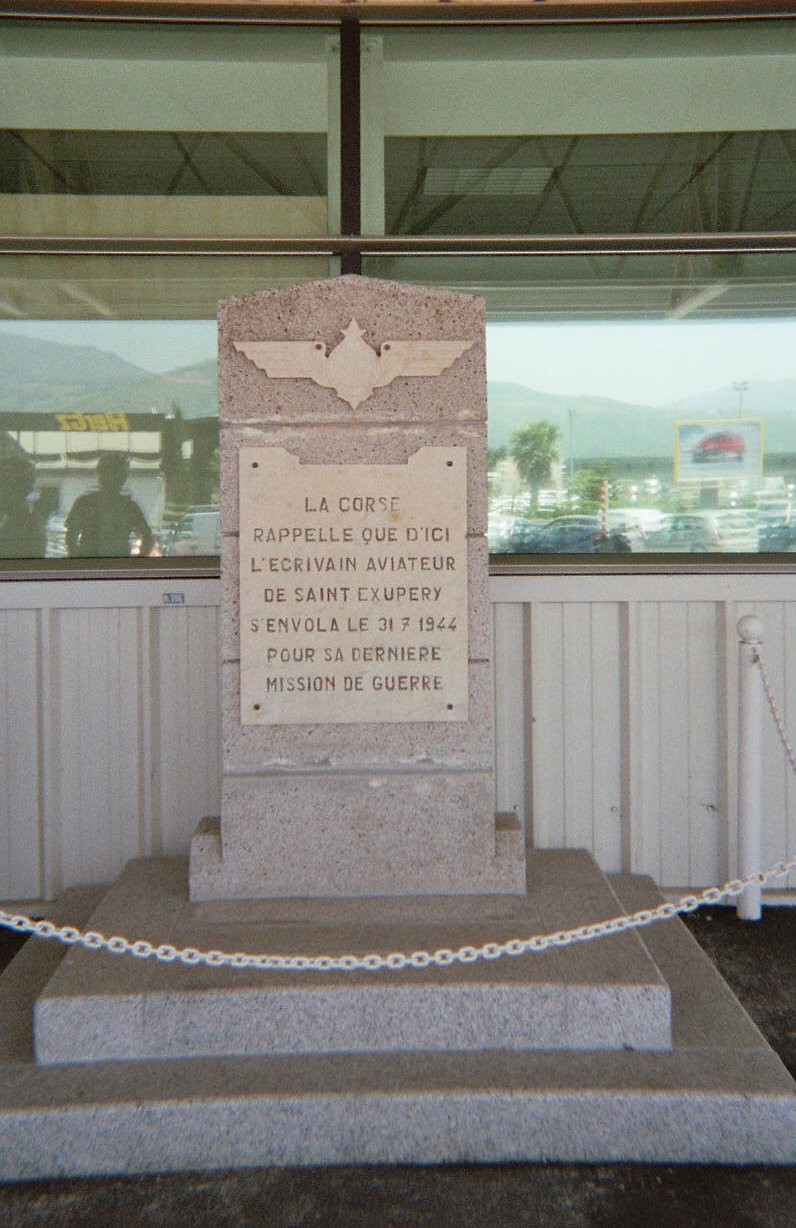
Památník A. S. Exupéryho na letišti v korsickém městě Bastia

Od amerického generála dostal povolení účastnit se pěti dalších akcí (měl problémy s francouzským vedením). Svůj limit však vysoce překročil, a to až na devět letů. 31. července 1944 vzlétl z Korsiky k letu nad Francií, ze kterého se již nevrátil. Desítky let se vedou diskuze, jak vlastně zemřel. V roce 2000 byly trosky jeho letounu nalezeny ve Středozemním moři poblíž francouzského přístavu Marseille. Bývalý stíhač německé Luftwaffe Horst Rippert (bratr Ivana Rebroffa) ve francouzské knize autorů Jacquese Pradela a Luca Vanrella z roku 2008 tvrdí, že Saint-Exupéryho sestřelil právě on. Historikovi Lino von Gartzenovi, který pátral po okolnostech jeho smrti a který Ripperta objevil, řekl: „Můžete teď přestat pátrat, já jsem sestřelil Exupéryho.“ „Kdybych věděl, že uvnitř sedí jeden z mých nejoblíbenějších autorů, nikdy bych nestřílel,“ dodal.
Ve skutečnosti Rippertovo tvrzení není podloženo dobovými dokumenty. Německé záznamy o nárokovaných sestřelech v prostoru Francie jsou kompletně dostupné. Spojenecké záznamy odposlechů německého rádiového provozu dokládají, že během letecké činnosti obou válčících stran nad jižní Francií toho dne k žádnému boji nedošlo. Zůstávají nadále ve hře možnosti, že pád jeho stroje do moře mohla způsobit technická závada letounu, nedostatek pohonných hmot, nebo jeho zdravotní indispozice.

## Díla
- Letec (L'Aviateur, 1926)
- Kurýr na jih (Courrier Sud, 1929)
- Noční let (Vol de nuit, 1931)
- Země lidí (Terre des hommes, 1939)
- Válečný pilot (Pilot de guerre, 1942)
- Malý princ (Le Petit Prince, 1943)
- Dopis rukojmímu (Lettre à un otage, 1944)
- Citadela (Citadelle, 1948), nedokončeno

### Další
- Moje planeta
- Let do Arrasu